# Interventionspreis
Der Interventionspreis ist ein von der Europäischen Union festgelegter garantierter Mindestpreis für bestimmte Agrarprodukte wie Getreide oder Butter.

## Allgemeines
Der Interventionspreis bildet die Grundlage für das Preissystem für landwirtschaftliche Erzeugnisse innerhalb der EU – im Gegensatz zu den Weltmarktpreisen, die starken Schwankungen unterliegen können, da sie auf dem Verhältnis von Angebot und Nachfrage basieren. Der Interventionspreis wird vor allem aus den Schwellenpreisen der Produkte abgeleitet, die vom Weltmarkt in die EU importiert werden und kann künstlich auf hohem Niveau gehalten werden, um den gemeinsamen Binnenmarkt zu schützen.
Den Erzeugern wird die Abnahme ihrer Produkte zum Mindestpreis garantiert; kann dieser auf dem EU-Markt nicht erreicht werden, kauft eine Interventionsstelle die Produkte zum Interventionspreis auf. Da dieses Vorgehen Anreize zur Überproduktion schafft, wurden die Interventionspreise wie das Ausmaß an Interventionsmaßnahmen insgesamt zurückgenommen.

## Regulierung seit 2014
Seit 2014 erfolgt diese Form der Marktintervention und zugleich Agrarsubvention nach der Verordnung (EU) Nr. 1370/2013 des Rates vom 16. Dezember 2013 mit Maßnahmen zur Festsetzung bestimmter Beihilfen und Erstattungen im Zusammenhang mit der gemeinsamen Marktorganisation für landwirtschaftliche Erzeugnisse auf Basis der Verordnung (EU) Nr. 1308/2013. Sie spricht vom Preis der öffentlichen Intervention, zu dem die von diesen Maßnahmen erfassten Erzeugnisse
1. in einer mengenmäßigen Beschränkung[2] zum Festpreis oder
2. beim Ankauf im Wege der Ausschreibung als Höchstpreis

angekauft werden (können). Die Höhe dieses Ankaufpreises orientiert sich an einem auch Referenzpreis genannten Referenzschwellenwert, der festgesetzt ist, durch die Kommission aber regelmäßig überprüft wird und angepasst werden kann. Festgelegt ist danach insbesondere:
- Bei Weichweizen, Hartweizen, Gerste, Mais und Rohreis ist der Interventionspreis gleich dem Referenzschwellenwert von 101,31 EUR/t bzw. bei Reis von 150 EUR/t, wobei für den Ankauf von Weichweizen zum Festpreis eine jährliche Obergrenze von 3 Mio. Tonnen gilt.
- Für Butter ist als Festpreis bis zur jährlichen Masse von 50.000 t (2016: 100.000 t) und im Ausschreibungsverfahren als Höchstpreis 90 % des Referenzschwellenwertes von 246,39 EUR/100 kg bestimmt (2,22 EUR/kg). 2003 lag der Interventionspreis bei 328,20 EUR/100 kg.[4]
- Für Magermilchpulver ist ein Referenzschwellenwert und zugleich Interventionspreis von 169,80 EUR/100 kg sowie eine jährliche Höchstmenge für den Festpreis von 109.000 t (2016: 350.000 t, 2017 und 2018 jedoch 0 t) bestimmt.
- Für Fleisch sind Referenzschwellenwerte von 2.224 EUR/t des Schlachtkörpers männlicher Rinder und 1.509,39 EUR je Tonne Schweineschlachtkörper bestimmt.[5]

So kauft die Bundesanstalt für Landwirtschaft und Ernährung als Marktordnungsstelle und damit in Deutschland zuständige Interventionsstelle auch 2020 wieder im Zeitraum von März bis 30. September 2020 Butter und Sprühmagermilchpulver an, bis die EU-weiten jährlichen Höchstmengen erreicht sind. Im Jahre 2016 gaben die deutschen Behörden 103 Mio. EUR für den Ankauf und das Einlagern vor allem von Milchprodukten aus.